# Thiene (Venetien)

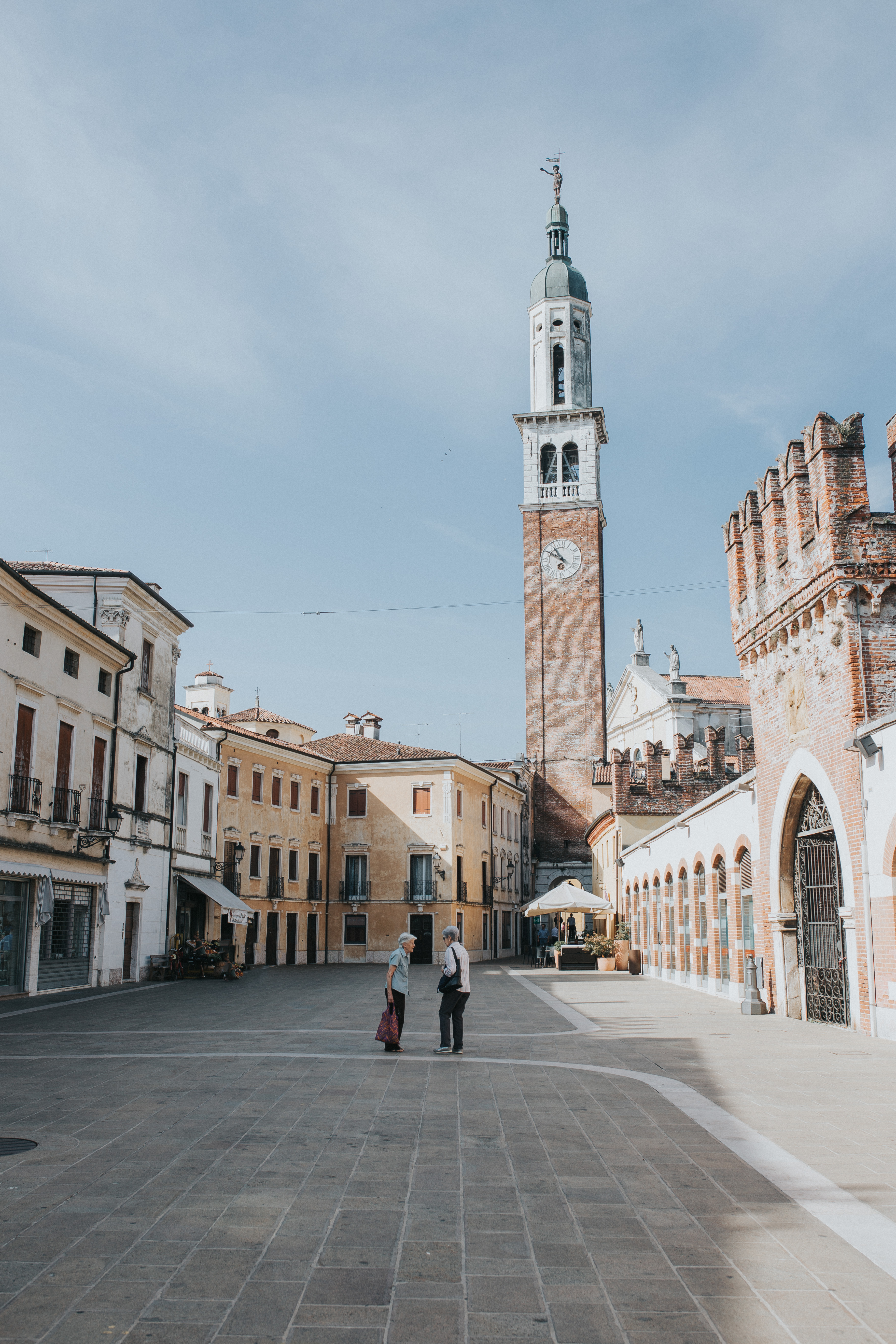
Piazza Chilesotti

Thiene ist eine italienische Gemeinde mit 23.888 Einwohnern (Stand 31. Dezember 2023) in der Provinz Vicenza. Der Ort umfasst eine Fläche von 19,7 km², die Bevölkerungsdichte beträgt 1098 Einw./km². Er liegt etwa 22 km nördlich von Vicenza.
Zu Thiene gehören auch die Fraktionen Borgo Lampertico, Rozzampia und Santo.
Die Nachbargemeinde sind Malo, Marano Vicentino, Sarcedo, Villaverla, Zanè und Zugliano.
Seit 2007 ist die Gemeinde Sitz des Europäischen Zentrums für die Berufe in der Denkmalpflege.

## Verkehr
Thiene liegt an der Autobahn A31 nach Vicenza. In der Fraktion Rozzampia befindet sich ein Flugplatz für die Allgemeine Luftfahrt.

## Persönlichkeiten
- Kajetan von Thiene (1480–1547), Heiliger
- Francesco Corradini (1820–1888), Philologe
- Arturo Ferrarin (1895–1941), Luftfahrtpionier
- Franco Stella (* 1943), Architekt
- Riccardo Brazzale (* 1960), Jazzmusiker
- Stefano Sartori (* 1973), Grasskiläufer, Weltmeister
- Davide Rigon (* 1986), Autorennfahrer
- Filippo Zana (* 1999), Radrennfahrer
- Thomas Ceccon (* 2001), Schwimmer
- Paolo Conte Bonin (* 2002), Schwimmer
- Davide De Pretto (* 2002), Radrennfahrer
- Matteo Scalco (* 2004), Radrennfahrer